# Epigonus notacanthus
Epigonus notacanthus är en fiskart som beskrevs av Nikolai V. Parin och Abramov, 1986. Epigonus notacanthus ingår i släktet Epigonus och familjen Epigonidae. Inga underarter finns listade i Catalogue of Life.